# Leawood (Missouri)
Leawood és una població dels Estats Units a l'estat de Missouri. Segons el cens del 2000 tenia 904 habitants.

## Demografia
Segons el cens del 2000, Leawood tenia 904 habitants, 318 habitatges, i 274 famílies. La densitat de població era de 240,7 habitants per km².
Dels 318 habitatges en un 39,6% hi vivien nens de menys de 18 anys, en un 78,3% hi vivien parelles casades, en un 6,3% dones solteres, i en un 13,8% no eren unitats familiars. En l'11% dels habitatges hi vivien persones soles el 4,7% de les quals corresponia a persones de 65 anys o més que vivien soles. El nombre mitjà de persones vivint en cada habitatge era de 2,83 i el nombre mitjà de persones que vivien en cada família era de 3,04.
Per edats la població es repartia de la següent manera: un 27,5% tenia menys de 18 anys, un 8,4% entre 18 i 24, un 23,8% entre 25 i 44, un 30,9% de 45 a 60 i un 9,4% 65 anys o més.
L'edat mediana era de 40 anys. Per cada 100 dones de 18 o més anys hi havia 93,8 homes.
La renda mediana per habitatge era de 62.250 $ i la renda mediana per família de 68.214 $. Els homes tenien una renda mediana de 48.333 $ mentre que les dones 21.875 $. La renda per capita de la població era de 36.196 $. Entorn del 5% de les famílies i el 8,4% de la població estaven per davall del llindar de pobresa.

## Poblacions més properes
El següent diagrama mostra les poblacions més properes.